# Boris Ignatjewitsch Guds
Boris Ignatjewitsch Guds (russisch Борис Игнатьевич Гудзь; * 19. August 1902 in Ufa, Russisches Kaiserreich; † 27. Dezember 2006 in Moskau) war ein russischer Geheimdienstveteran, der nach seiner Pensionierung auch als Schriftsteller arbeitete.
Guds war schon 1917 zur Zeit der Oktoberrevolution auf der Seite der Bolschewiki aktiv. Im Jahre 1923 wurde er Mitarbeiter der sowjetischen Geheimpolizei Tscheka unter Felix Dserschinski und kämpfte ab 1924 in Tschetschenien und Dagestan, als dort Unruhen ausbrachen. Damit begann auch sein Aufstieg innerhalb der Organisation, der ihn schließlich 1932 zum Chef der Spionageabteilung im östlichen Sibirien machte, wo er für eine Reihe von erfolgreichen Operationen gegen Japan verantwortlich war. Außerdem leitete er die OGPU-Operation, die am 1. Dezember 1932 zur Ergreifung des burjatischen Kosakenführers Jessaul Dugar Tapchajew (russisch Дуга́р Тапха́ев) in der Mandschurei führte.
Später wurde er als Resident des sowjetischen Nachrichtendienstes OGPU bzw. nach dem 10. Juli 1934 des NKWD nach Japan entsandt, wo er im Zeitraum von 1933 bis 1936, als Botschaftsangehöriger getarnt, in Tokio arbeitete und ein Spionagenetzwerk um den deutschen Spion Richard Sorge aufbaute, der als Korrespondent der Frankfurter Zeitung fungierend, zahlreiche kriegswichtige Informationen aus japanischen Regierungskreisen sammelte. Zurück in Moskau leitete er jenes Netzwerk, als er infolge stalinistischer „Säuberungsaktionen“ im Jahr 1937 – der unzählige Intellektuelle, Oppositionelle, aber auch Staatsbedienstete zum Opfer fielen – seine Mitgliedschaft in der KP, sowie sämtliche Posten im Geheimdienst einbüßte.
Fortan verdiente er seinen Lebensunterhalt als Busfahrer. Mit der Pensionierung wurde er als studierter Philosoph ein gefragter Schriftsteller, der die Geschichte der sowjetischen Geheimdienste aufarbeitete und dafür von der Gesellschaft zum Studium der Geschichte der einheimischen Geheimdienste mit der „Medaille Nr. 1“ für seine Aufklärungsarbeit ausgezeichnet wurde.

## Zitate
„Es wurde eine Hysterie entfacht, die so genannte Spionomanie, die Angst vor angeblichen Spionen, die angeblich überall den Staat unterwandern. Tod den Feinden, Tod den Parasiten, das ist unsere Losung. Nach dieser Methode ließen sich massenweise Menschen verhaften und einsperren. Angst beherrschte die Menschen.“